# Su le sponde del Tebro
Sur les berges du Tibre

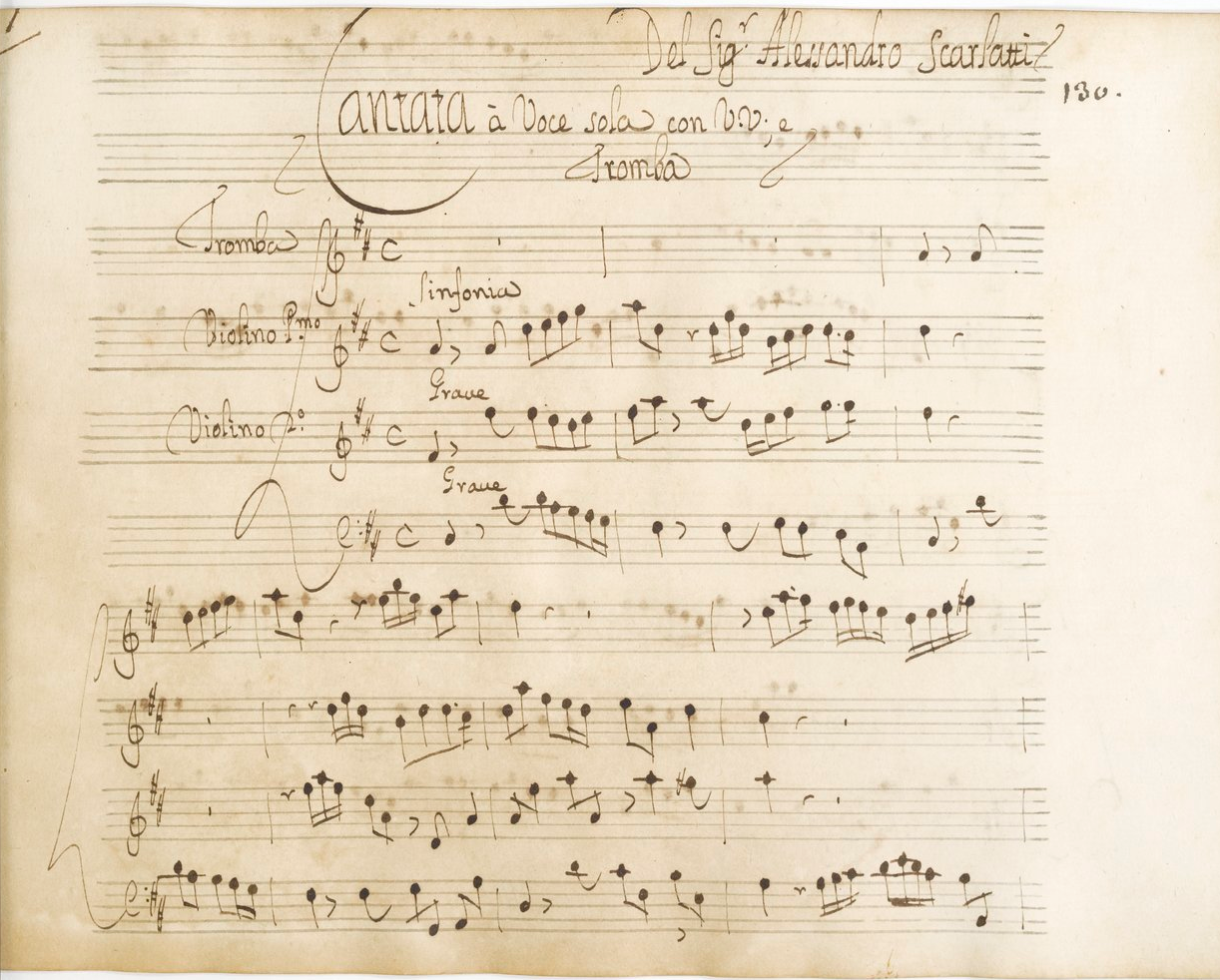
Le titre et l'incipit de la cantate de chambre « Su le sponde del Tebro » H.705. Copie conservée à la BnF (RES VMC MS-68, f°130).

Su le sponde del Tebro (H.705/R.390.68), parfois orthographié Sulle sponde del Tebro, est une cantate de chambre en italien pour une voix de soprano, trompette, 2 violons et basse continue, du compositeur Alessandro Scarlatti. Comme pour la plupart des cantates de chambre de Scarlatti, l'auteur du texte est inconnu. La composition peut être située entre 1690 et 1695, alors que Scarlatti est maître de chapelle à Naples. C'est l'une des plus belles cantates du compositeur pour sa qualité musicale et la profondeur des sentiments exprimés ; et l'une des plus enregistrées.

## Présentation
Si la majorité des 820 cantates attribuées avec certitude à Scarlatti sont pour une voix soliste, accompagnée d'un continuo — comprenant en général une basse (violoncelle) et un instrument à clavier (clavecin ou orgue de chambre) — la présente cantate se distingue immédiatement par l'effectif requis : la trompette et les deux violons colorent le tissu sonore.
La date de composition de cette cantate n'est pas connue avec précision, mais peut être située entre 1690 et 1695, peut-être, en tenant compte du titre où le Tibre est cité, lié à un commanditaire romain. Le compositeur devait disposer d'un virtuose de la trompette pour confier une partie particulièrement exigeante, avec l'usage du haut registre de l'instrument et un partenaire assez fin pour dialoguer avec la soprano. 
Généralement utilisée à l'époque en tant qu'instrument lié aux événements solennels ou guerriers, ici la trompette participe à une joute psychologique. Le poème, comme la musique, est de caractère pastoral et exprime conventionnellement la douleur d'Aminto, un berger trahi par la fausse et indifférente Cloris et décrit un amour non partagé,.
C'est l'une des plus belles cantates du compositeur pour sa qualité musicale (virtuose et exigeante) et la profondeur des sentiments exprimés, ce que ne dément pas sa popularité, sans doute due à l'écriture brillante pour la trompette obbligato et l'intensité lyrique de l'arioso Infelici miei lumi già che soli. Elle est aussi celle qui a été le plus souvent enregistrée depuis sa première gravure en 1952, par Bernhard Paumgartner.

## Su le sponde del Tebro

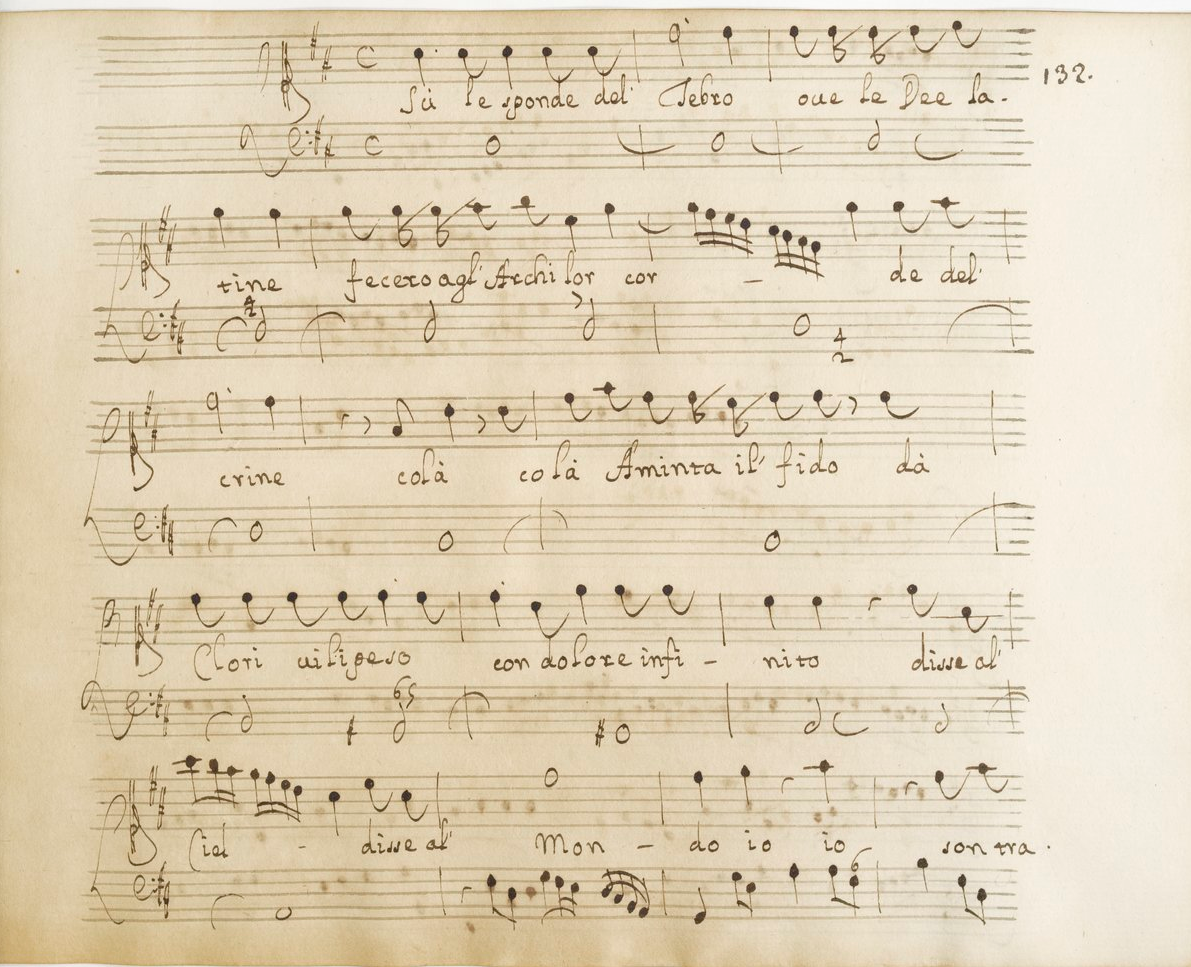
Le premier récitatif de la cantate. BnF, RES VMC MS-68, 132.

Su le sponde del Tebro, Cantata a voce sola con Violini e Tromba
- Sinfonia –  en ré majeur
- Su le sponde del Tebro – récitativo
- Contentatevi o fidi pensieri – sinfonia (ritornello) et aria (soprano, trompette)  en ré majeur
- Mesto stanco e spirante dal duol che l'opprimea – récitativo
- Infelici miei lumi già che soli – largo arioso (soprano)
- Dite almeno, astri crudeli – aria (soprano)
- All'aura, al cielo, ai venti pastorello – récitativo
- Tralascia pur di piangere, povero afflitto cor – aria (soprano, trompette)  en ré majeur.

La cantate a une forme classiquement alternée de récitatifs et d'aria, précédé par une sinfonia instrumentale. En son centre, s'ajoute un largo vocal. Après la brillante ritournelle instrumentale avec trompette, le premier récitatif commence sur une pédale de tonique étalée sur cinq mesures (ré majeur) sur les mots : Su le sponde del Tebro, ove le Dee latine, fecero à gl’Archi, lor corde del crine… (« Sur les berges du Tibre, là où les déesses latines, firent des cordes pour les arcs de leurs cheveux… ») L'aria qui suit, Contentatevi, o fidi pensieri, trattenervi per guardie… (« Contentez-vous, ô fidèles pensées de rester pour défendre mon cœur… ») mêle trompette obligée et la voix qui imite les thèmes de l'instrument.
Après son récitatif, un remarquable largo, noté arioso sur le texte « Infelici miei lumi già che soli noi siamo, aprite il varco al pianto », est rempli de dissonances, de chromatisme, de suspensions et d'accords de septièmes diminuées qui « dévoilent le meilleur de Scarlatti ». C'est une plainte à l'harmonie inquiétante et un passage intensément lyrique, où Aminto confie tous ses griefs. Le ton est calmé par l'aria suivante, « Dite almeno, astri crudeli, quando mai vi offese il petto », écrite sur une basse ostinato et un dessus très inventif rythmiquement.
La dernière aria, Tralascia pur di piangere, povero afflitto cor (« Cesse donc de pleurer,
pauvre cœur affligé… ») réunit une dernière fois la voix et la trompette, en ré majeur avec des thèmes héroïques et triomphants : Aminto se résout à endurer l'épreuve.
La durée de la cantate est d'environ 15 minutes.

## Texte
| « [Récitatif] Su le sponde del Tebro ove le Dee latine fecero à gl’Archi lor corde del crine, colà, colà Aminta il fido da Clori vilipeso con dolore infinito disse al ciel’, disse al mondo, io son tradito!. [Aria] Contentatevi, o fidi pensieri, trattenervi per guardie al mio core. Che gl’affanni gigantic guerrieri dan’l’assalto et è duce il dolore. Oricalchi di mesti sospiri Segno danno d’attacco potente. Ed a truppe I tiranni martiri Fanno breccia al mio seno innocente. [Récitatif] Mesto, stanco e spirante dal duol che l’opprimea, rivolto a gl’occhi suoi, così dicea: [Arioso] Infelici miei lumi già che soli noi siamo, aprite il varco al pianto, e concedete al core, che tramandi su gl’occhi il mio dolore. [Aria] Dite almeno astri crudeli quando mai vi offese il petto, he ricetto voi lo fate di dolore. E già martire d’amore nelle lagrime defeli a sperar solo è costretto. Dimmi, o ciel, se de’ miei mali, sono ancor satie le sfere, Che sì fiere A penar m’han destinato? Crudo ciel, perfido fato, Con saette più mortali Del mio sen fatale arciere. [Récitatif] All’aura, al cielo, ai venti pastorello gentil così parlava, e pur l’aura crudel fido adorava. Ma conscendo alfine che nè pianti, nè preghi sapevano addolcire un cor di sasso risoluto e costante così disse al cor schernito, schernito amante: [Aria] Tralascia pur di piangere, povero afflitto cor, che sprezzato dal tuo fato non ti resta che compiangere d’un infida il suo rigor. » |  |  | « . » |

## Manuscrits
- Vienne, Gesellschaft der Musikfreunde, A-Wgm
- Berlin, Deutsche Staatsbibliothek, D-Bsa (SA 1447)[7],[8] — seulement le premier récitatif et la première aria
- Münster, Santini-Bibliothek, D-Müs
- Paris, Bibliothèque nationale de France (fonds du Conservatoire),  F-Pn (RES VMC MS-68/fos 130–155)[9]
- Londres, British Library, GB-Lbl (Add. Ms.31487 fos  43r-61v)[10] Collection de quatorze cantates, dont trois de Scarlatti[11].
- Florence, Conservatorio Statale di Musica Luigi Cherubini, I-Fc (D 2364)

## Partitions modernes
- Su le sponde del Tebro, éd. Bernhard Paumgartner, Heidelberg, Süddeutscher Musikverlag, 1956 (OCLC 56172897)
- Su le sponde del Tebro, pour soprano, trompette et piano/clavecin, par Edward H. Tarr (réalisation continuo). Cologne, Wolfgang G. Haas, 1997 (OCLC 53335304)
- Su le sponde del Tebro, arr. pour soprano, 2 trompettes, cor, trombone et tuba, par Bill Bjornes, Jr. Eighth Note Publications, 2006[12] (OCLC 71775364)

## Discographie
- Das italianische settecento - Teresa Stich-Randall, soprano ; Helmut Wobisch, trompette ; Camerata Academica du Mozarteum de Salzbourg, dir. Bernhard Paumgartner (27 août 1952, Archiv)[13]
- Su le sponde del Tebro (H.705) - Maria Stader, soprano ; Willy Bauer, trompette : Münchner Bach-Orchester, dir. Karl Richter (avril/mai 1962, DG 435 142-2) — avec Mozart (Exsultate, jubilate)
- Su le sponde del Tebro (H.705) - Adriana Maliponte, soprano ; Maurice André, trompette ; Luciano Sgrizzi, clavecin ; Società cameristica di Lugano, dir. Edwin Loehrer (1969, Erato ECD55046) (BNF 38172434)
- Su le sponde del Tebro (H.705) - Maria Minetto, contralto ; Maurice André, trompette Luciano Sgrizzi, clavecin ; Societa cameristica di Lugano, dir. Edwin Loehrer (2 novembre 1971, Nuova Era) (OCLC 41303850) — avec Infirmata vulnerata et Bella madre de' fiori
- Su le sponde del Tebro (H.705) - Judith Blegen, soprano ; Columbia Chamber Ensembl, dir. Gerard Schwarz (1976, Sony 62646)
- Su le sponde del Tebro (H.705) - Helen Donath, soprano ; Maurice André, trompette ; Academy of St. Martin-in-the-Fields, dir. Neville Marriner (1985, EMI) (BNF 38114930) — avec des œuvres de Bach, Vivaldi et Albinoni
- Su le sponde del Tebro (H.705) - Peter Schreier, ténor ; Virtuosi Saxoniae, dir./trompette, Ludwig Güttler (1987, Berlin Classics)
- Arias for soprano and trumpet - Helen Field, soprano ; John Wallace, trompette ; membres du Philharmonia orchestra, dir. Simon Wright (1988, Nimbus Records NI5123) (BNF 38151730)
- Cantate e Sinfonie per Soprano e Tromba - Erina Gambarini, soprano ; Gabriele Cassone, trompette ; Pian & Forte-Ensemble (1990, Nuova Era 7009) (OCLC 921933673) — avec des œuvres de Melani et Stradella
- Barbara Löcher, soprano ; Guy Touvron, trompette (mars 1990, De plein vent CD9006) (BNF 38206805) — avec la cantate BWV 51 de Bach.
- Duo baroque - Kathleen Battle, soprano ; Wynton Marsalis, trompette ; Anthony Newman, clavecin (1990/1991, Sony) (BNF 38220039)
- Su le sponde del Tebro (H.705) - Deborah York, soprano ; Crispian Steele-Perkins, trompette ; The King's Consort, Robert King (7-9 février 1996, Hyperion CDH55354)[14] (OCLC 762455220) [lire en ligne] — avec Infirmata vulnerata ; O di Betlemme altera povertà (H.488).
- Trompette baroque (l'art de la) vol. 3 - Susanne Ryden, soprano ; Niklas Eklund, trompette; London Baroque, dir. Charles Medlam (8-13 juillet 1996, Naxos 8.553735)
- Su le sponde del Tebro (H.705) - Amor Lilia Perez, contralto ; Gabriele Cassone, trompette ; Alessandro Stradella Consort, dir. Estévan Velardi (7-8 octobre 1999, Bongiovanni GB 2327-2) (OCLC 920909308) — avec la serenata Il giardino d'amore.
- Su le sponde del Tebro (H.705) - Ruth Ziesak, soprano ; Reinhold Friedrich, trompette (2000, Capriccio Records 10583) — avec notamment la cantate BWV 51 de Bach
- Con voce festiva : Cantate e concerti - Isabelle Poulenard, soprano ; Serge Tizac, trompette ; Les Passions, dir. Jean-Marc Andrieu (28 novembre/1er décembre 2005, Ligia Digital Lidi 202167-06)
- Su le sponde del Tebro (H.705) - Adriana Fernandez, soprano ; Concerto de’ Cavalieri, dir. Marcello Di Lisa (22-25 février 2009, CPO 777 748-2) (OCLC 906158719) — avec L'Olimpia (H.698) ; L'Arianna (H.242) ;
- Su le sponde del Tebro (H.705) - Elin Manahan Thomas, soprano ; Crispian Steele-Perkins, trompette ; Armonico Consort, dir. Christopher Monks (16-18 février 2011, Signum)
- Su le sponde del Tebro (H.705) dans Un viaggio a roma - Sandrine Piau, soprano ; Concerto Italiano, dir. Rinaldo Alessandrini (2018, Naive) — avec des œuvres de Haendel, Stradella et Corelli